# 金哲民 (足球运动员)
金哲民（朝鮮文：김철민；英文：Kim Chol-Min；1995年9月21日—），朝鮮足球運動員，入選過朝鮮國家少年足球隊及朝鮮國家足球隊。現在效力於朝鮮足球聯賽球會平壤體育團。

## 簡歷
金哲民在2018年首次入選朝鮮國家足球隊參與了東亞足球錦標賽外圍賽第二圈，但沒有上陣，而朝鮮國家足球隊得球差負給香港足球代表隊，不能成功獲得資格賽冠軍而取得決賽出線席位。
此前，曾代表朝鮮國家青年足球隊參加了2014年亞足聯U19青年錦標賽，在對卡達國家青年足球隊的決賽中落敗而屈居亞軍，其後參加了2015年U20世界盃足球賽。

## 國際賽進球
朝鮮U-20
| # | 日期          | 場地     | 對手 | 進球 | 比數 | 比賽                         |
| - | ------------- | -------- | ---- | ---- | ---- | ---------------------------- |
| 1 | 2013年10月8日 | 泰國曼谷 |      | 3–0  | 6–0  | 2014年亞足聯U-19錦標賽外圍賽 |

## 榮譽

### 球會
平壤體育團
- 普天堡火炬獎運動會冠軍：2015年；

## 連接
- 金哲民在 National-Football-Teams.com 上的出场纪录
- Chol-Min Kim - Soccerway （页面存档备份，存于） （英文）